# Melissodes baileyi
Melissodes baileyi är en biart som beskrevs av Cockerell 1906. Melissodes baileyi ingår i släktet Melissodes och familjen långtungebin. Inga underarter finns listade i Catalogue of Life.